# Semouse
Semouse – rzeka we Francji, przepływająca przez tereny departamentów Wogezy oraz Górna Saona, o długości 41 km. Stanowi dopływ rzeki Lanterne.